# Séjour au pair
 (août 2009).
Si vous disposez d'ouvrages ou d'articles de référence ou si vous connaissez des sites web de qualité traitant du thème abordé ici, merci de compléter l'article en donnant les références utiles à sa vérifiabilité et en les liant à la section « Notes et références ».
 (avril 2011).
 (juillet 2015).

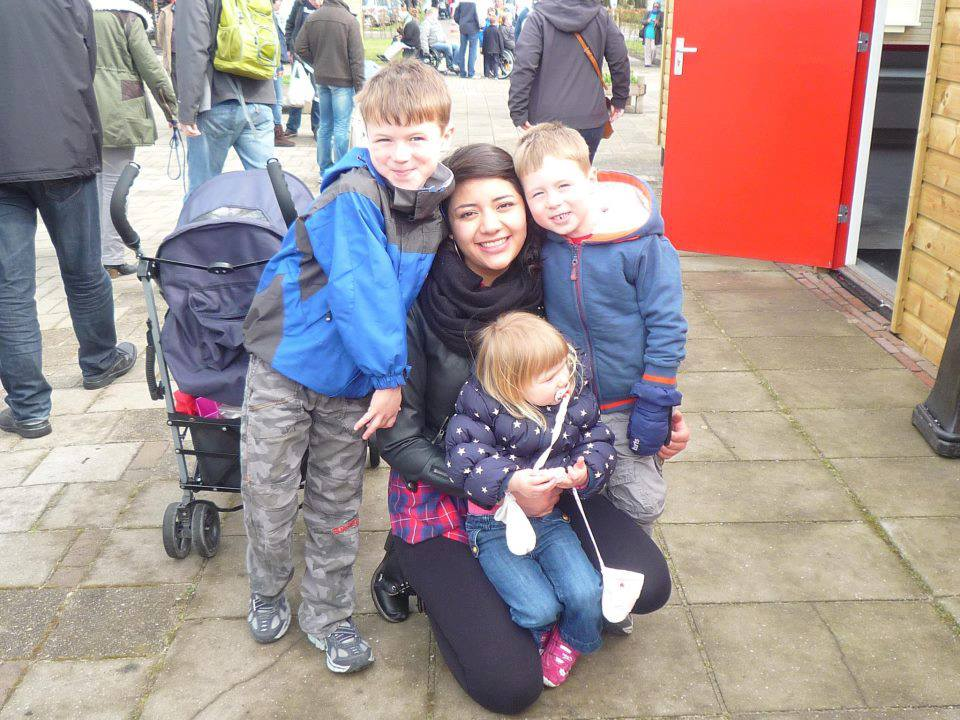
Jeune fille au pair et sa famille d'accueil.

Le séjour au pair est un programme d’échange et linguistique, dont l'objectif est le perfectionnement d'une langue étrangère et la découverte d'une culture. En échange d'un travail au sein d'une famille, le jeune est accueilli et logé.
Le terme « pair » est issu du latin par, paris, qui signifie « égal ». L'expression trouve son origine dans l'idée de parité économique entre les services échangés, par exemple un travail fourni en échange du logement et de la nourriture.

## Histoire
L'expression au pair vient de la notion d'égalité, et de parité temporelle entre deux choses, comme le capital et son cours, et de l'absence d'arriéré qui en découle. Par extension et en pratique l'expression au pair s'est employée pour désigner l’emploi offert à quelqu’un en lui offrant logement et nourriture avec ou sans rémunération en l’échange d’un service donné. 
Être au pair ou travailler au pair, c'est recevoir la nourriture et le logement en échange d'un travail fourni. De là vient l'expression jeune fille au pair. La notion de fille au pair existe depuis le dix-neuvième siècle.
On la retrouve notamment dès 1840 dans Balzac « Sylvie Rogron fut envoyée à cent écus de pension en apprentissage (...). Deux ans après, elle était au pair: si elle ne gagnait rien, ses parents ne payaient plus rien pour son logis et sa nourriture (BALZAC, Pierrette, 1840, p.17). »
Le concept du logement au pair s'est développé en Europe après la deuxième guerre mondiale. Avant la guerre, la fourniture en domestiques était abondante et disponible pour s'occuper des enfants des familles de la classe moyenne ainsi que des familles des Classes aisées, mais les changements sociaux, et les augmentations de taxes après la guerre ont rendu l'ancien système inaccessible à la plupart des parents de la classe moyenne. Au même moment, les changements sociaux ont augmenté le nombre de jeunes filles et jeunes femmes de la classe moyenne qui nécessitait de ne plus d'être à leur propre charge, et l'augmentation de l'aspiration des filles à se confronter à des cultures étrangères et apprendre des langues étrangères devenait une aspiration plus commune. La formule au pair permettait ainsi tout-à-la fois d'esquiver les taxes et la stigmatisation d'être domestique, un statut répudié même par les classes laborieuses.
Le 24 novembre 1969, est défini un European Agreement on "au pair" Placement and Protocol avec le conseil de l'Europe. Le traité a été signé par treize pays et est en vigueur dans cinq pays. 
Sur les recommandations du conseil de l'Europe en date du 22 mai 2018, la France adopte de nouvelles dispositions entrées en vigueur le 1er mars 2019 instaurant la notion de "jeune au pair".  Article L 313-9.

## Définition générale

### Le jeune au pair
Le travail du jeune au pair, en général, consiste à participer à la vie de famille qui l'accueille. Il s'occupe des enfants en périscolaire et contribue aux tâches ménagères légères. 
Le jeune au pair devra s'adapter à un nouveau cadre de vie. Il découvrira et apprendra les coutumes d'une culture différente.
Le jeune au pair aura la possibilité également, en accord avec la famille d'accueil, d'assister à des cours (par exemple de langue), à raison de quelques heures par semaine.

### Les conditions de travail et argent de poche
La famille d'accueil est obligée de fournir une chambre individuelle au jeune au pair.
Le jeune au pair a droit à deux jours de congés hebdomadaires, et ses horaires varient selon la famille d'accueil.
Le jeune au pair se verra attribuer, par la famille d'accueil, un montant minimum d'argent de poche en contrepartie de ses services.  

### Les différentes formules
Au pair en France :
- 25 heures de garde d'enfants hebdomadaire babysitting inclus
- 1 journée de repos par semaine

Cette formule est la plus connue.
Demi-pair dans certains pays (hors France) : 
- 3 heures de travail par jour, mais sans rémunération.
- 3 soirées de baby-sitting par semaine.
- 15 heures de cours par semaine

### Les différentes pays acteurs du programme au pair
Plusieurs pays participent à ce programme d'échange culturel, soit en accueillant des jeunes au pair, soit en expatriant des jeunes.
Les principaux pays d'accueil sont les suivants : la France, l'Irlande, la Suède, l'Espagne, l'Allemagne, l'Autriche, les Pays-Bas, l'Italie, la Norvège, l'Islande, la Suisse, les États-Unis, l'Australie et la Nouvelle-Zélande. À l'issue du Brexit, le programme au pair au Royaume-Uni n'existe plus.
De nombreux autres pays à travers le monde envoient des jeunes au pair à l'étranger; par exemple : Le Mexique, la Colombie, le Brésil, le Viêt Nam, la Chine…

### Les conditions à remplir
Tous les jeunes peuvent être acceptés, bien que les jeunes filles soient les plus nombreuses et les plus demandées par les familles. Le jeune au pair doit remplir les conditions suivantes :
- être âgé entre 18 et 30 ans (selon les pays)
- être célibataire et sans enfant
- Disposer d'expériences de gardes d'enfants
- savoir s’exprimer un minimum dans la langue du pays de destination, niveau A2 minimum selon le Référentiel Européen des Langues[6].

Il y a aussi d'autres qualités qui peuvent être très appréciées tels que posséder le B.A.F.A, le certificat de premiers secours, le permis de conduire, ou encore, être non-fumeur[réf. nécessaire].

### Les devoirs et responsabilités d'un jeune au pair
L’activité principale d’un jeune au pair est essentiellement la garde d’enfants en périscolaire. Préparation des repas, accompagnement à l’école, rangement des chambres des enfants et des pièces communes de la maison. Il peut arriver que la famille demande d’autres tâches ménagères supplémentaires, comme : 
- Laver et repasser le linge des enfants
- S'occuper du lave-vaisselle
- Faire des courses au supermarché pour la famille
- Passer l'aspirateur, et autres activités ménagères légères

### La durée du séjour
Un séjour au pair est un engagement d'une durée variable définie en accord avec la famille d'accueil. 
Généralement, les séjours débutent entre août et octobre ou en janvier pour une durée de 9 à 12 mois.
Pendant les vacances d'été, les jeunes au pair peuvent être accueillis pour seulement deux mois. 

### Les organismes gestionnaires
Afin d'organiser un séjour au pair, il est conseillé de remplir un dossier auprès d'un des nombreux organismes spécialisés chargés de l’organisation de ce programme. Ces organismes professionnels prennent en charge le recensement des familles d'accueil et des jeunes au pair afin d'assurer la pertinence, la sécurité des placements. Souvent l'inscription ou l'ouverture de dossier est payante mais garantie un placement de qualité. I.A.P.A, International Au Pair Association recense plus de 130 agences professionnelles répartis à travers le monde. La plupart des pays disposent d'Association Nationales qui regroupent les agences professionnelles. En France, l'U.F.A.A.P, Union Française des Agences Au Pair, regroupe les agences spécialisées sur tout le territoire.

## Aspect juridique

### Législation
Un séjour au pair implique nécessairement un déplacement dans un pays étranger. Des différences législatives s'appliquent selon les pays concernés. 
Pour les pays les plus visités en Europe par les jeunes au pair, l'accord européen du 24 novembre 1969 a été ratifié en 1971 par les États suivant : la France, la Suisse, l'Italie, le Danemark, le Luxembourg, l'Allemagne, la Belgique, la Norvège l'Espagne et la Grèce. Pour les autres pays, les jeunes au pair doivent se soumettre à la législation du pays dans lequel le séjour sera effectué. 
Pour avoir des renseignements précis sur la législation en vigueur il est important de se rapprocher des associations nationales de références ou des agences de placement locales. 
Depuis 2018, certains pays européens ont suivi les recommandations du conseil de l'Europe en date du 22 mai 2018, et ont adopté la régulation relative au statut jeune au pair.

### Les obligations pour chacune des parties

#### Le candidat au pair
Le jeune au pair doit partager la vie quotidienne de sa famille d' accueil. Des cours de perfectionnement de la langue du pays d'accueil sont recommandés. En effet, le séjour au pair est avant tout culturel. Il est d'ailleurs considéré comme une année d'étude puisqu'il est préférable de commencer son séjour en septembre pour le terminer en juin. Tout dépend des périodes scolaires du pays d'accueil, le séjour peut aussi s'effectuer pendant les périodes de grandes vacances.
Il est obligatoire de participer aux tâches courantes de la vie quotidienne telles que le ménage léger, la garde d'enfants en périscolaire, la préparation des repas.

#### La famille d'accueil
1. La famille d'accueil doit fournir au candidat une chambre individuelle de 9 m2 minimum avec une fenêtre.
2. Il est recommandé un minimum de 320 € d'argent de poche par mois.
3. La famille accorde deux jours de repos par semaine au minimum.
4. La famille doit participer au frais de transport et d'apprentissage de la langue.
5. La famille a la responsabilité de fournir tous les repas pendant le séjour du jeune au pair.
6. La famille d'accueil a l'obligation de déclarer  l'accueil du jeune au pair auprès de l'Urssaf et reste redevable des cotisations Urssaf[10].
7. La famille d'accueil accompagnera son jeune au pair dans l'ensemble des démarches administratives (Visa, Cpam, Ofii...)
8. La famille d'accueil contractera une assurance voyage qui couvrira le jeune au pair en rapatriement, responsabilité civile et complémentaire santé.

#### Visa
Si le jeune au pair a besoin d'un visa, il devra en faire la demande avant de quitter son pays d'origine. Les ressortissants de l'Espace Économique Européen n'ont pas besoin de visa pour voyager dans l'Espace Schengen.

#### En Belgique
En Belgique, la famille d'accueil doit demander une autorisation d'occupation et un permis de travail pour le jeune au pair. Un jeune au pair peut séjourner pour maximum un an en Belgique. Le jeune au pair doit notamment satisfaire aux conditions suivantes : être âgé de 18 à 25 ans (à la date de l'octroi de l'autorisation d'occupation), avoir suivi des cours jusqu'à 17 ans au moins, suivre des cours de langues en Belgique pendant son séjour, ne pas avoir déjà travaillé en Belgique.
La famille d'accueil doit notamment satisfaire aux conditions suivantes : mettre une chambre individuelle à la disposition du jeune au pair et lui assurer le libre accès à l'habitation, avoir contracté une assurance médicale au bénéfice du jeune au pair, donner au jeune au pair au moins 1 jour de repos par semaine et la liberté de culte, verser au jeune au pair 450 € par mois d'argent de poche, avoir au moins un enfant de moins de 13 ans et avoir prévu un accueil de jour pour les enfants de moins de 6 ans.

#### En France
Le séjour au pair est régi par les dispositions entrées en vigueur le 1er mars 2019 (L313-9). 
La famille française doit faire une déclaration à l'URSSAF et doit veiller à la validité du visa de séjour. Si le jeune au pair est encore dans son pays d'origine (hors Europe), elle/il doit demander un visa jeune au pair VLS-TS.
Si le jeune au pair se trouve déjà en France et que son statut le permet, alors il/elle doit se rapprocher de la préfecture locale. En revanche, un visa « touriste » ne donne pas la possibilité d'être régularisé.
Le candidat qui dépose une demande de visa jeune au pair doit fournir : 
- une convention d'accueil ;
- un passeport valide ;
- copie de son dernier diplôme ;
- une attestation d'assurance couvrant la totalité du séjour.

Le jeune au pair sera immatriculé auprès de la Cpam. Les cotisations sont à la charge de la famille.

#### En Europe
Le séjour au pair n'est pas considéré comme un travail, aucun contrat de travail ne sera fourni. Toutefois, il est recommandé de respecter quinze jours de préavis si une des parties désire mettre fin aux engagements mutuels.
Un niveau de langue minimum A2/B1 dans la langue du pays de destination, expériences concrètes de garde d'enfants sont souhaitables afin de faciliter l'intégration et l'interaction avec les enfants.

#### Aux États-Unis
Le séjour au pair aux États-Unis est réglementé par le Département d'État Américain. Aucun placement ne pourra se faire sans l’intervention d’une agence spécialisée dans le placement au pair dans le pays d’origine du candidat et aux États-Unis; ces agences deviennent alors sponsor du programme. Une liste des sponsors officiels est disponible auprès du State Department. 
Le candidat au séjour au pair se rapprochera d'une agence spécialisée, afin de valider les critères de faisabilité : niveau d'anglais B1/B2, niveau Bac minimum, avoir entre 18 et 26 ans, expériences de gardes d'enfants, permis de conduire... 
Le jeune au pair sera accompagné tout au long du processus de recrutement par son agence locale; Il fera sa demande de visa J-1 grâce au formulaire DS-2019 qui lui sera fourni. Il sera accueilli par sa famille d'accueil pour une durée de douze mois, possibilité d'extension de six, neuf ou douze mois. Il recevra une formation à la petite enfance de 32 heures avant son départ, un hébergement complet en contre partie de 45 heures de garde d'enfants par semaine, une compensation financière de 195Usd/semaine, une couverture médicale complète, une participation de 500Usd dans un organisme de formation local pendant la durée de son séjour.

#### Australie et Nouvelle-Zélande
Le programme au pair s'adresse aux jeunes entre 18 et 35 ans qui répondent aux critères du Visa Vacances Travail dans les pays de Destination.
Le jeune aura une expérience concrète de garde d'enfants, un niveau d'anglais B1/B2 et s'engagera auprès de sa famille d'accueil pour un minimum de six à douze mois.

### Assurance voyage pour le jeune au pair
Selon la destination, l’assurance couvrant le voyageur au pair est différente. Cependant, il y a deux grands axes :
- en Europe, le jeune au pair est souvent couvert au niveau médical par l'assurance maladie de son pays d'accueil; à ce titre il se procurera sa Carte Européenne de Santé avant de quitter son pays d'origine[16]. Néanmoins le jeune au pair doit faire son affaire personnelle de son assurance voyage, rapatriement et responsabilité civile pour la totalité de son séjour. En France, la famille d'accueil souscrira une assurance voyage complète pour son jeune au pair pour l'intégralité du séjour et s'assurera des déclarations auprès de l'Urssaf et de la CPAM ;
- hors Europe (et États-Unis) , le jeune au pair fera son affaire de son assurance voyage complète pour l'intégralité de son séjour.